# Henry Goodman
Henry Goodman (Whitechapel, Londres, 23 de abril de 1950) es un actor británico, miembro de la Royal Academy of Dramatic Art (RADA).

## Biografía
Goodman es el primero de seis hermanos nacidos en el seno de un matrimonio judío. Se crio en Whitechapel, una barriada humilde a las afueras de Londres. Colabora con la ONG Central Foundation Boys' School.

## Trayectoria
Uno de los personajes que lo catapultaron a la fama fue el de Richard III, en la obra de William Shakespeare, representada en 2003.
En 2010 interpretó el papel de Humphrey Appleby en la versión de Yes, Prime Minister, representada en el Chichester Festival Gielgud Theatre, en Londres (17 de septiembre de 2010).
Representó el papel del Dr. Hydra en la película Captain America: The Winter Soldier (2014) o el personaje del Dr. List en la película Avengers: Age of Ultron (2015).
En 2015 participó en la representación de la famosa comedia de Ben Jonson titulada Volpone, en la Royal Shakespeare Company, dirigida por Trevor Nunn y coprotagonizada por Matthew Kelly y Miles Richardson. 
En 2016 representó el personaje de León Trotski en la película El elegido, obra del español Antonio Chavarrías. 

## Filmografía

### Series de televisión
- The Golden Bowl
- Bust
- This is David Lander
- London's Burning
- Three Up Two Down
- Gentleman and Players
- Rules of Engagement
- After the War
- Act of Will
- Capital City
- Screen Two
- El C.I.D.
- Chain
- The Bill
- The Gravy Train Goes East
- Maigret
- Zorro
- Lovejoy
- Rides
- 99-1
- Performance
- Smith & Jones
- Cold Lazarus
- Unfinished Business
- American Voices
- Murder Rooms: Mysteries of the Real Sherlock Holmes
- Masterpiece Theatre
- Dalziel and Pascoe
- Spooks
- Trust
- Foyle's War
- Keen Eddie
- M.I.T.: Murder Investigation Team
- Murder in Suburbia
- Mumbai Calling
- Playhouse Presents
- Falcon
- Nixon's the One
- Midsomer Murders
- Yes, Prime Minister
- New Tricks
- Penny Dreadful
- Agents of S.H.I.E.L.D. - Dr. List

### Películas
- Murderers Among Us: The Simon Wiesenthal Story
- Secret Weapon
- Son of the Pink Panther
- Degas and Pissarro Fall Out
- Mary Reilly
- Private Parts
- The Saint
- Notting Hill
- Arabian Nights
- Dirty Tricks
- The Final Curtain
- Hamilton Mattress
- The Mayor of Casterbridge
- The Life and Death of Peter Sellers
- Churchill: The Hollywood Years
- Green Street
- Shakespeare's Happy Ending's
- Colour Me Kubrick: A True... Ish Story
- Out on a Limb
- The Damned United
- Taking Woodstock
- The Last Days of Lehman Brothers
- The Road to Coronation Street
- Codebreaker
- The Half-Light
- Wonder
- The Challenger
- Captain America: The Winter Soldier (2014)
- La dama de oro (2015)
- Avengers: Age of Ultron (2015)
- De Surprise
- Altamira  (2016)
- Love is Thicker Than Water
- El elegido (2016) - León Trotski
- Their Finest (2016)
- Los misteriosos asesinatos de Limehouse (2016)
- El amor en su lugar (2021)